# Viktor Bout
Viktor Anatolievich Bout (n. 13 ianuarie 1967, Душанбе, Republica Sovietică Socialistă Tadjikă, URSS) este un fost comerciant de arme și criminal, condamnat la 25 de ani de închisoare în Statele Unite. Bout a fost acuzat de furnizarea de arme guvernelor rebel și grupurilor teroriste din Africa și America de Sud.
Bout a fost prins într-o operațiune DEA în Bangkok, în 2008, și a fost extrădat în SUA în 2010. A fost găsit vinovat de conspirație pentru a lansa un atac terorist împotriva cetățenilor SUA, furnizarea de materiale pentru un grup terorist și conspirație pentru a ucide oficiali federali în 2012, și a fost condamnat la 25 de ani de închisoare în aprilie 2012 .
Bout a negat întotdeauna acuzațiile și a declarat că era un simplu comerciant de arme care furniza doar guvernelor legale. Deși a avut o carieră controversată, Bout a devenit cunoscut prin intermediul filmului "Lord of War" din 2005, în care a fost interpretat de actorul Nicolas Cage.
Bout a fost elibrat din închisoarea federală din Marion⁠(d), Illinois, în decembrie 2022, în urma unui schimb de prizonieri .

## Biografie
Originile lui Bout sunt neclare. Chiar și documentele Națiunilor Unite sunt neclare în acest sens. Cel mai probabil acesta s-a  născut în Dușanbe, Tadjikistan , iar data sa de naștere este, cel mai probabil, 13 ianuarie 1967, deși sunt posibile alte câteva date. Acesta este etnic ucrainean, conform serviciilor de informațiilor sud-africane . Bout a devenit cetățean rus în urma dizolvării Uniunii Sovietice în 1991. Potrivit Comitetului Consiliului de Securitate al ONU pentru Liberia, Bout deține cel puțin patru pașapoarte. În ceea ce privește cariera militară este cunoscut faptul că Bout a servit în armata sovietică, având gradul de locotelent-colonel . Pregătirea lui Bout i-a permis să devină poliglot și să stăpânească cinci limbi străine: portugheză, engleză, franceză, arabă și farsi.  

## După 1990
Se crede că Bout, în calitate de fost membru al armatei sovietice, a fost perfect poziționat pentru a achiziționa surplus de echipament militar din epoca sovietică, inclusiv trei avioane Antonov An-12⁠(d), în anii de după prăbușirea Uniunii Sovietice. Potrivit site-ului personal,  acesta a fondat o companie de transport aerian, Air Cess, în Liberia în 1995 .  Acesta a operat patru avioane Antonov An-8⁠(d) în Angola, deoarece era singura țară care a permis ca An-8 să fie folosit în transportul civil de marfă la acea vreme. Companiile lui Bout au furnizat în mod legal servicii de transport aerian guvernului francez, Națiunilor Unite și Statelor Unite, inclusiv transportând flori, pui congelat, forțelor de menținere a păcii ONU, soldați francezi și șefi de stat african .  

## Capturarea
La începutul anului 2008, un informator plătit al DEA din SUA, pretinzând că reprezintă grupul rebel columbian Fuerzas Armadas Revolucionarias de Columbia (FARC), a negociat cu Bout furnizarea a 100 de rachete sol-aer 9K38 Igla⁠(d) și lansatoare de rachete pentru a fi  parașutate de către Bout la punctele convenite în Columbia. Bout a inteles ca echipamentul urma sa fie utilizat pentru doborarea elicopterelor americane, în Columbia . La prinderea sa a contribuit și DIICOT . Negocierile dintre Bout și FARC au avut loc între noiembrie 2007 și martie 2008 iar planul inițial era ca acesta să fie atras în România. În ultima clipă acesta s-a răzgândit iar întâlnirea a fost mutată în Tailanda, unde a și fost prins .
A fost acuzat de infracțiuni de terorism care au inclus conspirație pentru achiziționarea și utilizarea unei rachete antiaeriene, conspirație pentru a oferi sprijin material sau resurse unei organizații teroriste străine desemnate, conspirație pentru uciderea cetățenilor americani și conspirație pentru uciderea ofițerilor sau angajaților Statelor Unite . 

## Legături cu România
Legăturile lui Viktor Bout cu România încep încă din anii 90, acesta lucrâmd indeaproape cu traficantul de arme israelian, de origine română, Shimon Naor . În 1998 a fost înființată în România companie Flying Dolphin România. Prin intermediul acestei companii și a filialelor asociate, Bout a fost acuzat că a traficat armament către organizații teroriste, inclusiv Al-Qaeda  . 
De asemenea,  în flota aeriană a lui Viktor Bout se găseau două avioane Iliușin 18V, cumpărate de la Tarom. Cele doua avioane au ajuns de la Tarom în flota Air Cess⁠(d) Liberia, una dintre companiile prin care Bout a făcut trafic de armament .